# Арбузинський каньйон

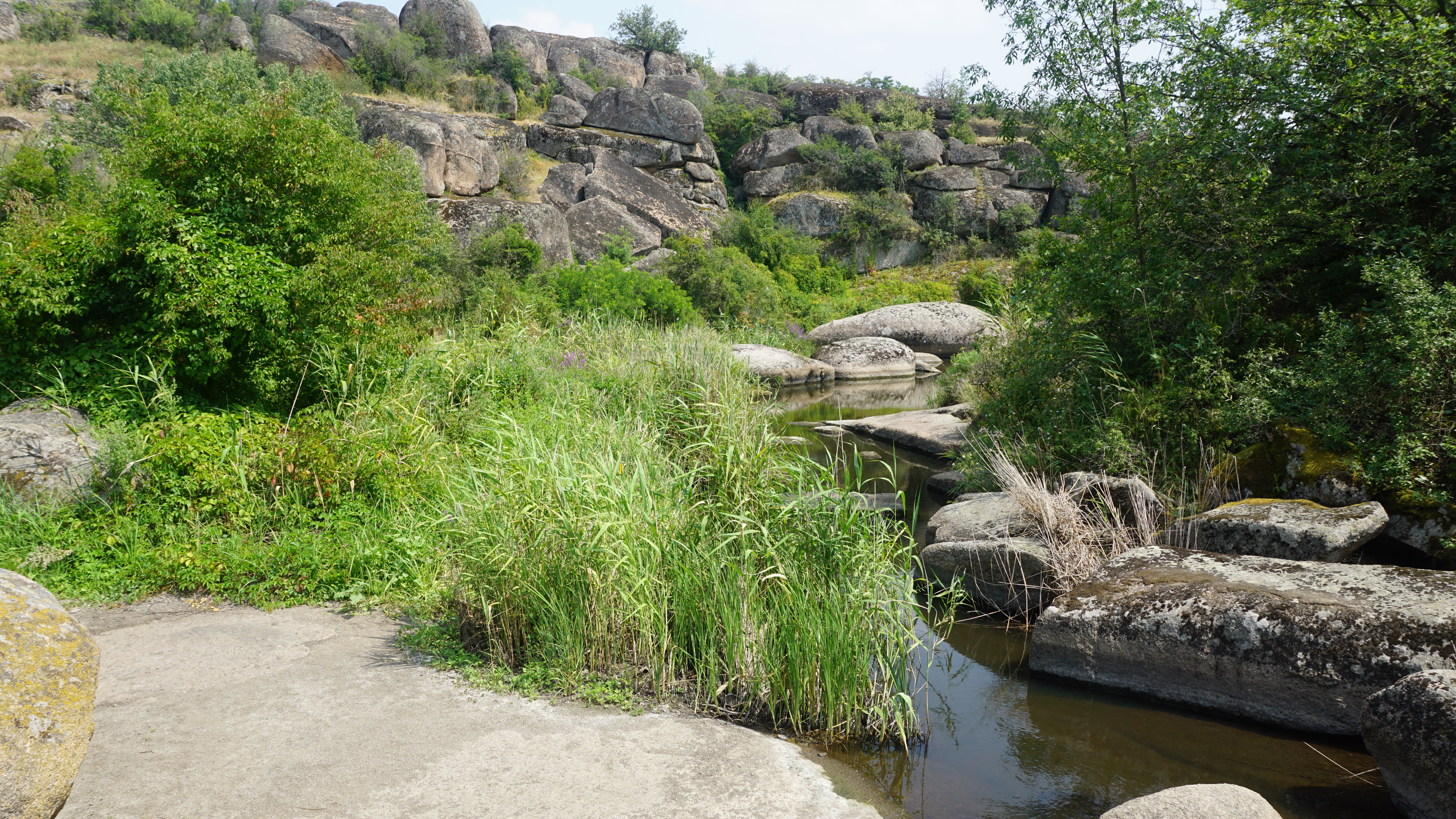
Арбузинський каньйон

Арбузи́нський каньйо́н — каньйон в Україні, в межах Вознесенського району Миколаївської області, біля села Трикрати, на річці Арбузинка. Входить до складу Національного природного парку «Бузький Гард». 
Через те що Арбузинський каньйон розташований поруч з Актівським каньйоном, часто називають Малим Актівським каньйоном. Проте ландшафт Арбузинського каньйону відрізняється від Актівського відсутністю гострих та особливо високих скель, адже тут є лише великі строкаті валуни.
47°42′27″ пн. ш. 31°24′32″ сх. д. / 47.7074° пн. ш. 31.4090° сх. д.
Арбузинський каньйон утворився в скелях вулканічного походження через водну ерозію потоків з річки Південний Буг та прилеглих водотоків. Вулкан, що колись створив ці скелі, ще повністю не охолов, тому ґрунт тут майже ніколи не промерзає. Це сприяло формуванню унікальної екосистеми з величезною кількістю рідкісних тварин та рослин. Середня температура — +1°C взимку; +20°C влітку. Максимальна кількість опадів — у липні.
Арбузинський каньйон — відомий туристичний об'єкт.

## Галерея

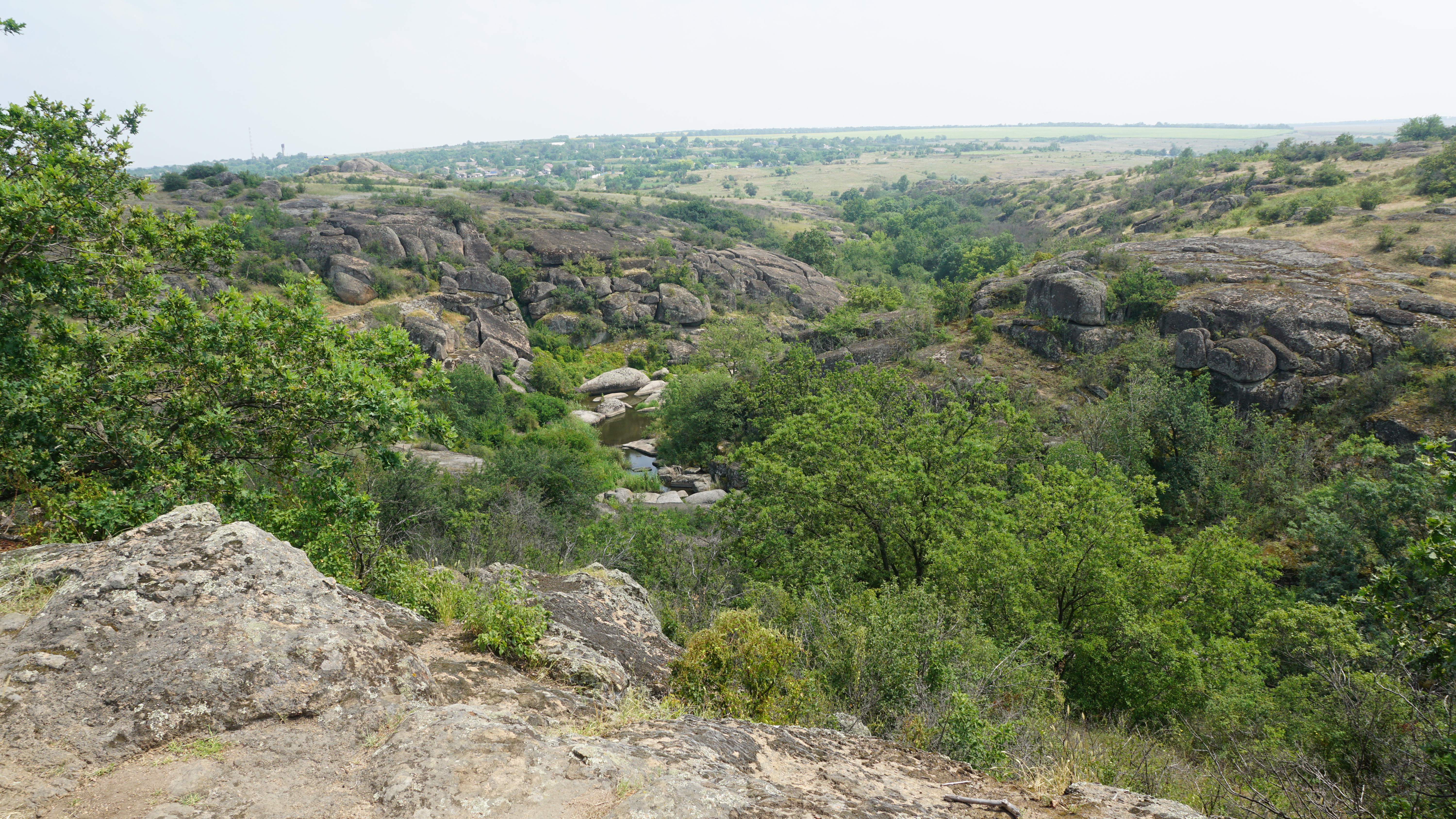
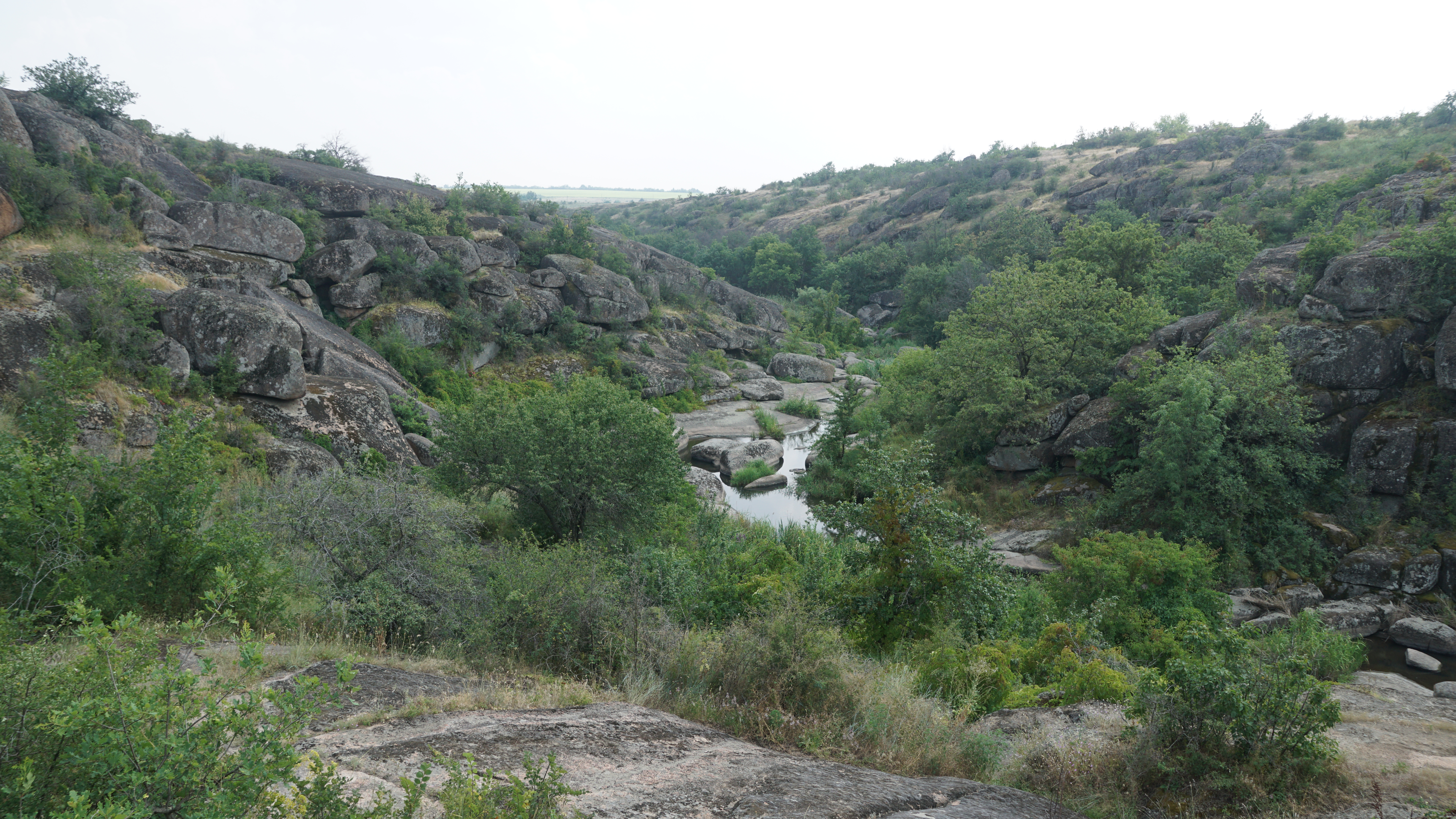
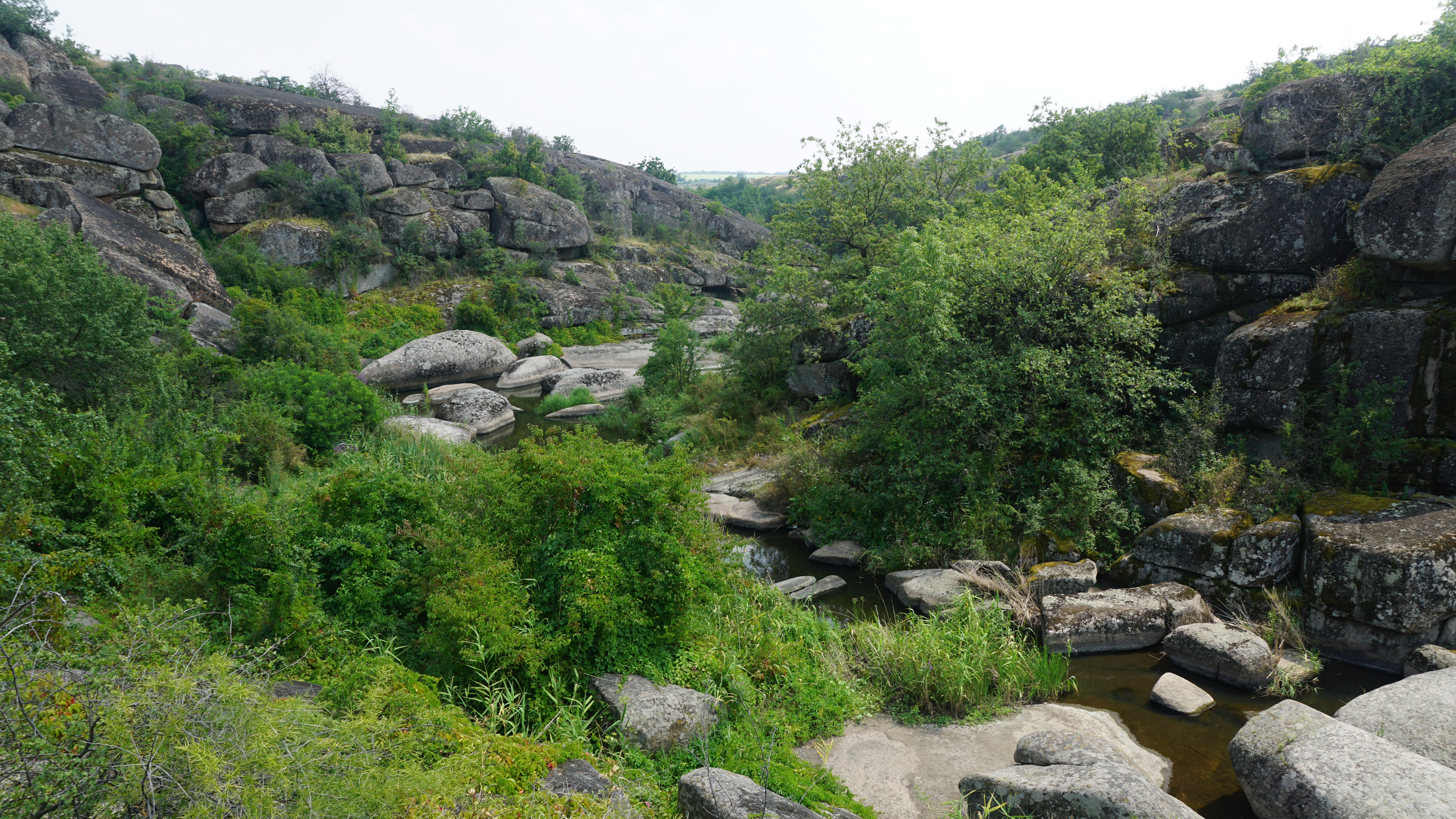
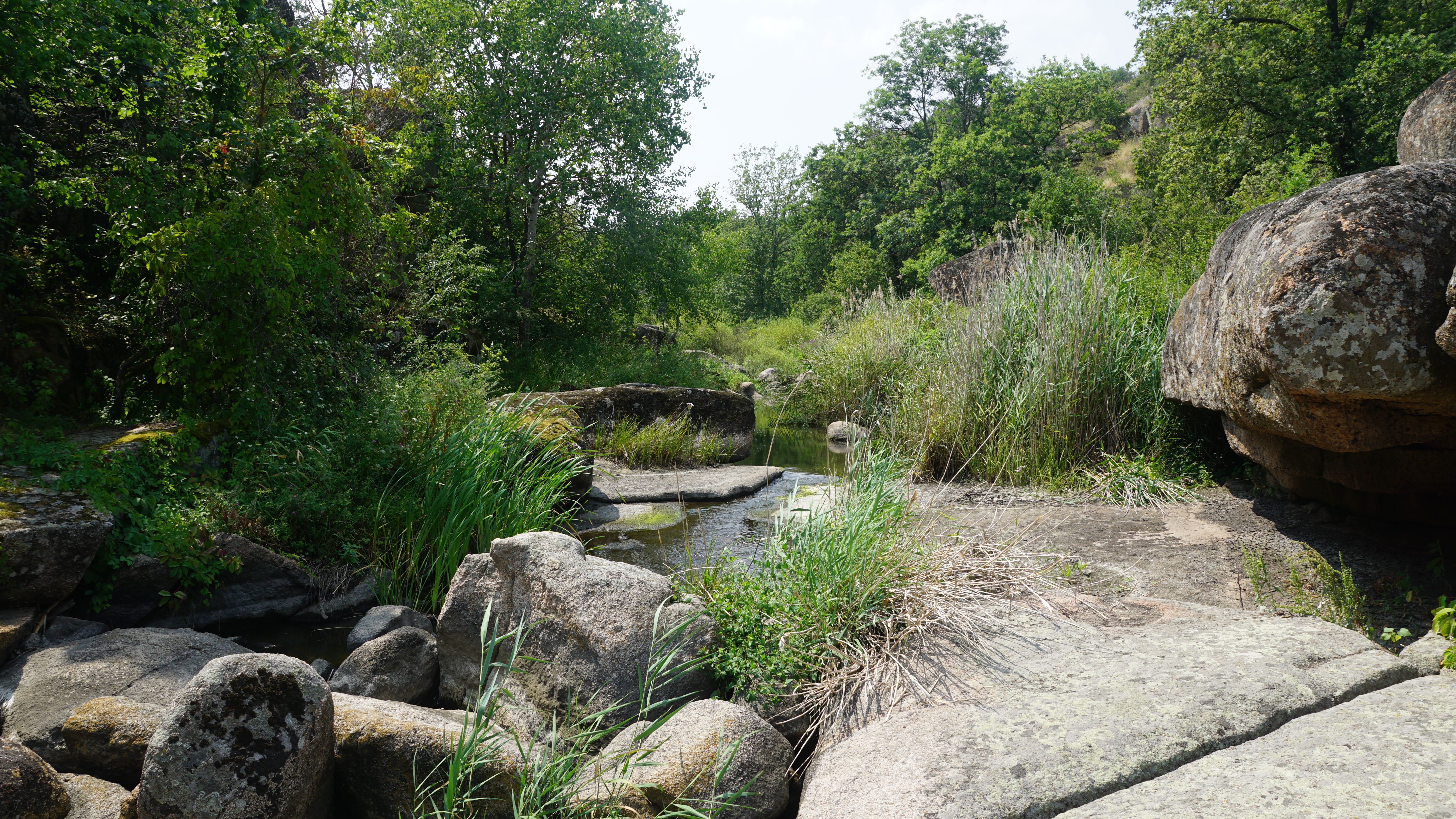
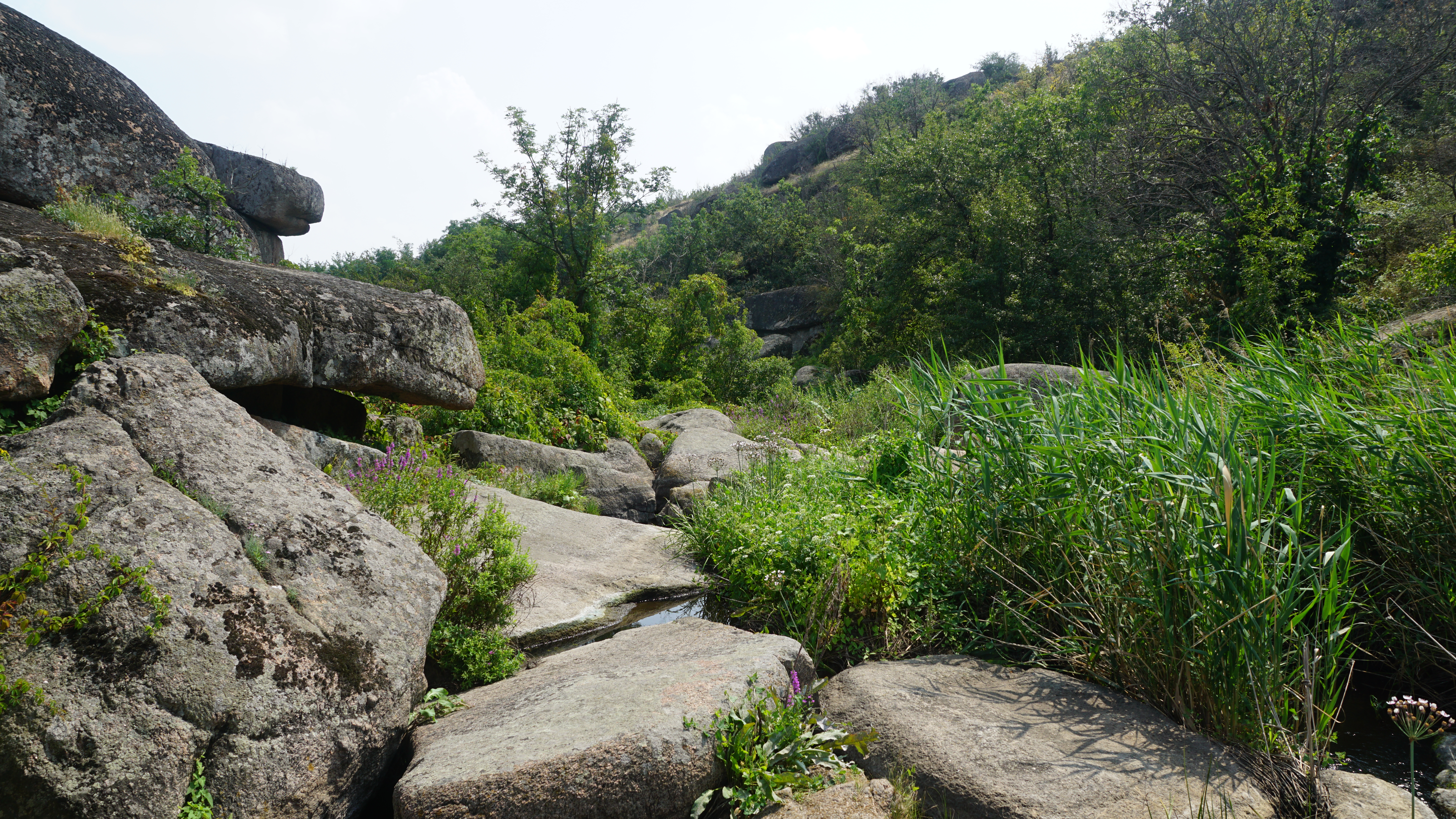
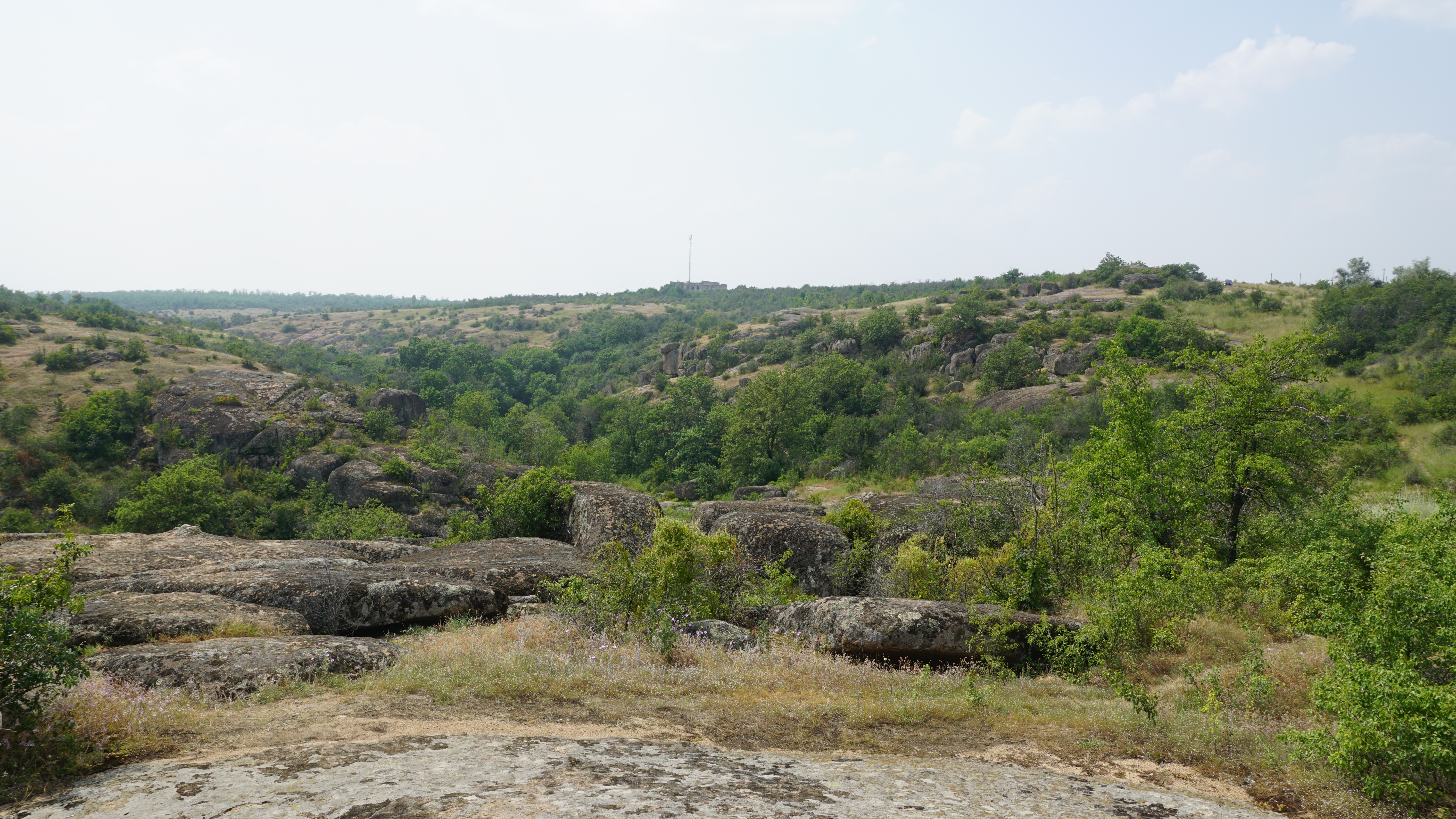